# Ah! Se fossi ricco
Ah! Se fossi ricco (Ah! Si j'étais riche) è un film del 2002 diretto da Gérard Bitton e Michel Munz.

## Trama
Aldo Bonnard sta per divorziare da Alice, che lo sta tradendo col suo nuovo capo, Gérard. Proprio il giorno in cui scopre che la moglie gli sta mettendo le corna, però, ha la fortuna di vincere 10 milioni di euro al Lotto. Immediatamente pensa quindi di tenere la vincita nascosta, portare a termine il divorzio e in seguito iniziare una nuova vita grazie ai suoi soldi, ma in seguito cambierà idea e deciderà di spartire la somma con la moglie.

## Riconoscimenti
2003 - Festival de films francophones Cinemania
- Premio del pubblico a Gérard Bitton e Michel Munz[1]